# Премія «Г'юго» за найкращий роман
Премія Г'юґо у категорії «Найкращий роман» (англ. Hugo Award for Best Novel) присуджують щорічно за твір у жанрі наукової фантастики чи фентезі, який був виданий протягом попереднього календарного року (у випадку, коли мова твору відмінна від англійської, твір може номінуватись також і наступного року після виходу англійського перекладу) і має розмір 40 000 слів чи більше.

## Історія
Премію Г'юґо у категорії «Найкращий роман» присуджували щорічно з 1953 року (окрім 1954 і 1957) під час церемонії відзначення найкращих досягнень у галузі наукової фантастики та фентезі на черговому з'їзді Світового товариства наукової фантастики (англ. Worldcon / The World Science Fiction Convention). З 1996 року почали присуджувати Ретроспективну премію Г'юґо (так звану «Ретро-Г'юґо»), цю нагороду можуть отримати романи що вийшли 50, 75 чи 100 років тому, при умові що в цей рік проводився з'їзд Worldcon, але нагородження не відбувалося. На цей час присуджено п'ять премії за романи написані в 1939, 1941, 1943-1946, 1951 і 1954.
Номінувати роботи на премію Г'юго, мають право учасники цьогорічного з'їзду Worldcon, учасники минулорічного з'їзду, а також учасники майбутнього Worldcon-у. Шість робіт (до 2017 року — п'ять), що номінувались найчастіше проходять до фінального раунду голосування. В фінальному раунді кожен виборець розставляє кандидатів за рейтингом. На основі цього і визначаються місця робіт. Голосування в фінальному раунді дозволене лише учасникам цьогорічного з'їзду. Роботи номінуються з січня по березень, приблизно в квітні оголошується короткий список номінантів, а під час проведення з'їзду відбувається фінальне голосування (приблизно в липні, хоча час проведення Worldcon змінюється з року в рік)
За весь час існування премії було номіновано 169 авторів, з них 54 отримали нагороду. Роберт Гайнлайн отримав найбільше нагород, він шість разів вигравав премію Г'юґо (з них двічі — «Ретро-Г'юго») і дванадцять разів номінувався. Лоїс Макмастер Буджолд вигравала 4 рази і 10 разів була номінована. Айзек Азімов, Фріц Лайбер (обоє виграли один раз «Ретро-Г'юго»), Конні Вілліс, Вернор Вінжі і Нора Джемісін вигравали премію тричі кожний. Роберт Соєр і Ларрі Нівен виграли премію лише по разу, але номінувались 9 і 8 разів відповідно, Роберт Сілверберг номінувався 9 разів, але жодного разу не виграв.
У 2015 роман Лю Цисінь «Проблема трьох тіл» став першим неангломовним романом, що виграв премію «Г'юго» за найкращий роман.

## Переможці і фіналісти номінацій
У таблиці зазначені переможці Премії і номінанти на неї, які брали участь у фінальному етапі голосування (ввійшли в короткий список нагороди). Рік відповідає року проведення з'їзду Worldcon на якому винагорода видавалась, роман зазвичай був опублікований в попередньому році. Роки за які присуджували нагороди «Ретро-Г'юго» помічено символом ' * ', в дужках вказано рік власне нагородження. Також показано хто вперше видав роман англійською і українською. Кольором виділені переможці. У деяких випадках переклад заголовків творів-претендентів і переможців слід вважати умовним, оскільки ще не вийшов їх переклад українською мовою. Цифра перед автором означає місце твору в результаті голосування серед фіналістів, якщо номери — відсутні, то це означає, що достовірна інформація про реальний розподіл місць при голосуванні за ці роки наразі відсутня і розташування фіналістів у переліку може не відповідати зайнятому місцю. За роки, в яких вказаний лише переможець, інформація про номінантів також відсутня.
- Переможці та співпереможці
- Романи, які ввійшли в короткий список, але з деяких причин були виключені з нього.

### 1938—50 роки
| Рік          | Позиція | Автор(и)                          | Назва роману                                 | Назва твору мовою оригіналу                 | Видавництво                                                            | Прим.  |
| ------------ | ------- | --------------------------------- | -------------------------------------------- | ------------------------------------------- | ---------------------------------------------------------------------- | ------ |
| 1939* (2014) | 1       | Теренс Генбері Вайт               | Меч у камені                                 | The Sword in the Stone                      | William Collins, Sons                                                  | [ 6 ]  |
| 1939* (2014) | 2       | Клайв Стейплз Льюїс               | За межі Мовчазної планети                    | Out of the Silent Planet                    | The Bodley Head Свічадо (2010 р., переклад Андрій Маслюх)              | [ 6 ]  |
| 1939* (2014) | 3       | Едвард Елмер Сміт                 | Галактичний патруль                          | Galactic Patrol                             | Astounding Stories                                                     | [ 6 ]  |
| 1939* (2014) | 4       | Джек Вільямсон                    | Легіон часу                                  | The Legion of Time                          | Astounding Science-Fiction                                             | [ 6 ]  |
| 1939* (2014) | 5       | Едгар Райс Барроуз                | Карсон венеріанський                         | Carson of Venus                             | Argosy                                                                 | [ 6 ]  |
| 1941* (2016) | 1       | Альфред ван Вогт                  | Слен                                         | Slan                                        | Astounding Science Fiction                                             | [ 7 ]  |
| 1941* (2016) | 2       | Едвард Елмер Сміт                 | Сірий ленсмен                                | Gray Lensman                                | Astounding Science Fiction                                             | [ 7 ]  |
| 1941* (2016) | 3       | Теренс Генбері Вайт               | Хворобливий лицар                            | The Ill-Made Knight                         | William Collins, Sons                                                  | [ 7 ]  |
| 1941* (2016) | 4       | Джек Вільямсон                    | Царство чаклунства                           | The Reign of Wizardry                       | Unknown                                                                | [ 7 ]  |
| 1941* (2016) | 5       | Карін Боє                         | Каллокаїн                                    | Kallocain                                   | Bonnier Group Видавництво Жупанського (2016 р., переклад Олега Короля) | [ 7 ]  |
| 1943* (2018) | 1       | Роберт Гайнлайн                   | За цим обрієм                                | Beyond This Horizon                         | Astounding Science Fiction                                             | [ 8 ]  |
| 1943* (2018) | 2       | Едвард Елмер Сміт                 | Другорядний ленсмен                          | Second Stage Lensmen                        | Astounding Science Fiction                                             | [ 8 ]  |
| 1943* (2018) | 3       | Олаф Стейплдон                    | Темрява і світло                             | Darkness and the Light                      | Methuen Publishing                                                     | [ 8 ]  |
| 1943* (2018) | 4       | Курт Сіодмак                      | Мозок Донована                               | Donovan's Brain                             | Black Mask                                                             | [ 8 ]  |
| 1943* (2018) | 5       | Дороті Макардл                    | Непрохані                                    | The Uninvited                               | Doubleday                                                              | [ 8 ]  |
| 1943* (2018) | 6       | Остін Теппен Райт                 | Островитанія                                 | Islandia                                    | Farrar & Rinehart                                                      | [ 8 ]  |
| 1944* (2019) | 1       | Фріц Лайбер                       | Відьма                                       | Conjure Wife                                | Unknown Worlds                                                         | [ 9 ]  |
| 1944* (2019) | 2       | Фріц Лайбер                       | Пітьма, прийди!                              | Gather, Darkness!                           | Astounding Science Fiction                                             | [ 9 ]  |
| 1944* (2019) | 3       | Альфред ван Вогт                  | Зброярі                                      | The Weapon Makers                           | Astounding Science Fiction                                             | [ 9 ]  |
| 1944* (2019) | 4       | Клайв Стейплз Льюїс               | Переландра                                   | Perelandra                                  | John Lane, The Bodley Head Свічадо (2010 р., переклад Андрій Маслюх)   | [ 9 ]  |
| 1944* (2019) | 4       | Кетрін Люсіль Мур і Генрі Каттнер | Остання цитадель Землі                       | Earth's Last Citadel                        | Argosy                                                                 | [ 9 ]  |
| 1944* (2019) | 6       | Герман Гессе                      | Гра в бісер                                  | Das Glasperlenspiel                         | Fretz & Wasmuth Вища школа (1983 р., переклад Євген Попович)           | [ 9 ]  |
| 1945* (2020) | 1       | Лі Брекетт                        | Тінь над Марсом                              | Shadow Over Mars                            | Startling Stories                                                      | [ 10 ] |
| 1945* (2020) | 2       | Олаф Стейплдон                    | Сіріус: Фантазія про любов і розбрат         | Sirius: A Fantasy of Love and Discord       | Secker & Warburg                                                       | [ 10 ] |
| 1945* (2020) | 3       | Альфред ван Вогт і Една Мейн Халл | Крилата людина                               | The Winged Men                              | Astounding Science Fiction                                             | [ 10 ] |
| 1945* (2020) | 4       | Роберт Грейвс                     | Золоте руно                                  | The Golden Fleece                           | Cassell                                                                | [ 10 ] |
| 1945* (2020) | 5       | Едгар Райс Барроуз                | Земля страху                                 | Land of Terror                              | Edgar Rice Burroughs, Inc.                                             | [ 10 ] |
| 1945* (2020) | 6       | Ерік Лінклейтер                   | Вітер на Місяці                              | The Wind on the Moon                        | Macmillan Publishers                                                   | [ 10 ] |
| 1946* (1996) | 1       | Айзек Азімов                      | Мул                                          | The Mule                                    | Astounding Science Fiction КСД (2017 р., переклад Р. В. Клочко)        | [ 11 ] |
| 1946* (1996) | 2       | Альфред ван Вогт                  | Світ Нуль-А                                  | The World of Null-A                         | Astounding Science Fiction                                             | [ 11 ] |
| 1946* (1996) | 3       | Клайв Стейплз Льюїс               | Мерзенна сила                                | That Hideous Strength (The Tortured Planet) | John Lane Свічадо (2010 р., переклад Андрій Маслюх)                    | [ 11 ] |
| 1946* (1996) | 4       | Фріц Лайбер                       | Потрійна доля                                | Destiny Times Three                         | Astounding Science Fiction                                             | [ 11 ] |
| 1946* (1996) | 5       | Едмонд Гемілтон                   | Червоне сонце небезпеки (Небезпечна планета) | Red Sun of Danger (Danger Planet)           | Startling Stories                                                      | [ 11 ] |

### 1951—60 роки
| Рік          | Позиція | Автор(и)                    | Назва роману                                        | Назва твору мовою оригіналу                  | Видавництво                                                   | Прим.          |
| ------------ | ------- | --------------------------- | --------------------------------------------------- | -------------------------------------------- | ------------------------------------------------------------- | -------------- |
| 1951* (2001) | 1       | Роберт Гайнлайн             | Фермер у небі                                       | Farmer in the Sky                            | Boys' Life                                                    | [ 12 ]         |
| 1951* (2001) | 2       | Айзек Азімов                | Камінець у небі                                     | Pebble in the Sky                            | Doubleday                                                     | [ 12 ]         |
| 1951* (2001) | 3       | Клайв Стейплз Льюїс         | Лев, Біла Відьма та шафа                            | The Lion, the Witch and the Wardrobe         | Geoffrey Bles Свічадо (2002., переклад Олеся Манька)          | [ 12 ] [ N 1 ] |
| 1951* (2001) | 4       | Едвард Елмер Сміт           | Перший ленсмен                                      | First Lensman                                | Fantasy Press                                                 | [ 12 ]         |
| 1951* (2001) | 5       | Джек Венс                   | Вмираюча Земля                                      | The Dying Earth                              | Hillman Periodicals                                           | [ 12 ]         |
| 1953         | 1       | Альфред Бестер              | Зруйнована людина                                   | The Demolished Man                           | Galaxy Science Fiction                                        | [ 13 ]         |
| 1954* (2004) | 1       | Рей Бредбері                | 451 градус за Фаренгейтом                           | Fahrenheit 451                               | Ballantine Books Веселка (1985 р., переклад Євгена Крижевича) | [ 14 ]         |
| 1954* (2004) | 2       | Артур Кларк                 | Кінець дитинства                                    | Childhood's End                              | Ballantine Books                                              | [ 14 ]         |
| 1954* (2004) | 3       | Хол Клемент                 | Експедиція «Тяжіння»                                | Mission of Gravity                           | Astounding Science Fiction                                    | [ 14 ]         |
| 1954* (2004) | 4       | Айзек Азімов                | Сталеві печери                                      | The Caves of Steel                           | Galaxy Science Fiction                                        | [ 14 ]         |
| 1954* (2004) | 5       | Теодор Стерджон             | Більше ніж люди                                     | More Than Human                              | Farrar, Straus and Giroux                                     | [ 14 ]         |
| 1955         | 1       | Марк Кліфтон та Френк Райлі | Їм би мати рацію (Вічна машина)                     | They'd Rather Be Right (The Forever Machine) | Astounding Science Fiction                                    | [ 15 ]         |
| 1956         | 1       | Роберт Гайнлайн             | Подвійна зірка                                      | Double Star                                  | Astounding Science Fiction                                    | [ 16 ]         |
| 1956         |         | Ерік Френк Расселл          | Клич його мертвим                                   | Call Him Dead                                | Astounding Science Fiction                                    | [ 16 ]         |
| 1956         |         | Айзек Азімов                | Кінець Вічності                                     | The End of Eternity                          | Doubleday Дніпро (1990 р., переклав Дмитро Грицюк)            | [ 16 ]         |
| 1956         |         | Сиріл Корнблас              | Не цього серпня                                     | Not This August                              | Doubleday                                                     | [ 16 ]         |
| 1956         |         | Лі Брекетт                  | Тривале завтра                                      | The Long Tomorrow                            | Doubleday                                                     | [ 16 ]         |
| 1958         | 1       | Фріц Лайбер                 | Безмежний час                                       | The Big Time                                 | Galaxy Science Fiction                                        | [ 17 ]         |
| 1959         | 1       | Джеймс Бліш                 | Справа совісті                                      | A Case of Conscience                         | Ballantine Books                                              | [ 18 ]         |
| 1959         |         | Пол Андерсон                | Ми нагодували наше море (Ворожі зірки)              | We Have Fed Our Sea (The Enemy Stars)        | Astounding Science Fiction                                    | [ 18 ]         |
| 1959         |         | Альгіс Будріс               | Хто?                                                | Who?                                         | Pyramid Books                                                 | [ 18 ]         |
| 1959         |         | Роберт Гайнлайн             | Маю скафандр — здатен мандрувати                    | Have Space Suit—Will Travel                  | The Magazine of Fantasy & Science Fiction                     | [ 18 ]         |
| 1959         |         | Роберт Шеклі                | Корпорація «Безсмертя» (Вбивця часу)                | Time Killer (Immortality, Inc.)              | Galaxy Science Fiction                                        | [ 18 ]         |
| 1960         | 1       | Роберт Гайнлайн             | Піхотинці зорельоту                                 | Starship Troopers                            | The Magazine of Fantasy & Science Fiction                     | [ 19 ]         |
| 1960         | 2       | Гордон Діксон               | Дорсай! (Природжений полководець)                   | Dorsai! (The Genetic General)                | Astounding Science Fiction                                    | [ 19 ]         |
| 1960         |         | Маррі Лайнстер              | Пірати Ерзацу (Пірати Зану)                         | The Pirates of Ersatz (The Pirates of Zan)   | Astounding Science Fiction                                    | [ 19 ]         |
| 1960         |         | Марк Філліпс                | Та солоденька маленька старенька леді (Головоломка) | That Sweet Little Old Lady (Brain Twister)   | Astounding Science Fiction                                    | [ 19 ]         |
| 1960         |         | Курт Воннеґут               | Сирени Титана                                       | The Sirens of Titan                          | Dell Publishing                                               | [ 19 ]         |

### 1961—70 роки
| Рік  | Позиція | Автор(и)          | Назва роману                                    | Назва твору мовою оригіналу                     | Видавництво                                                                                | Прим.          |
| ---- | ------- | ----------------- | ----------------------------------------------- | ----------------------------------------------- | ------------------------------------------------------------------------------------------ | -------------- |
| 1961 | 1       | Волтер Міллер     | Кантика за Лейбовіцем                           | A Canticle for Leibowitz                        | J. B. Lippincott & Co. НК-Богдан (2018 р., переклад Олена Кіфенко і Богдан Стасюк)         | [ 20 ]         |
| 1961 |         | Пол Андерсон      | Високий хрестовий похід                         | The High Crusade                                | Astounding Science Fiction                                                                 | [ 20 ]         |
| 1961 |         | Альгіс Будріс     | Місяць-пустунець                                | Rogue Moon                                      | The Magazine of Fantasy & Science Fiction                                                  | [ 20 ]         |
| 1961 |         | Гаррі Гаррісон    | Світ смерті                                     | Deathworld                                      | Astounding Science Fiction                                                                 | [ 20 ]         |
| 1961 |         | Теодор Стерджон   | Венера плюс X                                   | Venus Plus X                                    | Pyramid Books                                                                              | [ 20 ]         |
| 1962 | 1       | Роберт Гайнлайн   | Чужинець на чужій землі                         | Stranger in a Strange Land                      | Putnam Publishing Group КСД (2016 р., переклад Г. Литвиненко)                              | [ 21 ]         |
| 1962 |         | Даніел Галує      | Темний всесвіт                                  | Dark Universe                                   | Bantam Books                                                                               | [ 21 ]         |
| 1962 |         | Гаррі Гаррісон    | Планета проклятих (Почуття обов'язку)           | Planet of the Damned (Sense of Obligation)      | Analog Science Fiction and Fact                                                            | [ 21 ]         |
| 1962 |         | Кліффорд Сімак    | Час — найпростіша річ                           | The Fisherman (Time Is the Simplest Thing)      | Analog Science Fiction and Fact НК-Богдан (2018 р., переклад Юлія Джугастрянська)          | [ 21 ]         |
| 1962 |         | Джеймс Вайт       | Другий фінал                                    | Second Ending                                   | Fantastic                                                                                  | [ 21 ]         |
| 1963 | 1       | Філіп Дік         | Людина у високому замку                         | The Man in the High Castle                      | Putnam Publishing Group Komubook (2017 р., переклад Ірина Серебрякова)                     | [ 22 ]         |
| 1963 |         | Меріон Бредлі     | Меч Алдоніса                                    | The Sword of Aldones                            | Ace Books                                                                                  | [ 22 ]         |
| 1963 |         | Веркор            | Сильва                                          | Sylva                                           | Harcourt                                                                                   | [ 22 ]         |
| 1963 |         | Артур Кларк       | Місячний пил                                    | A Fall of Moondust                              | Avon Publications                                                                          | [ 22 ]         |
| 1963 |         | Г. Бім Пайпер     | Маленький пухнастик                             | Little Fuzzy                                    | Putnam Publishing Group                                                                    | [ 22 ]         |
| 1964 | 1       | Кліффорд Сімак    | Транзитна станція                               | Here Gather the Stars (Way Station)             | Galaxy Science Fiction НК-Богдан (2018 р., переклад Галина Михайловська)                   | [ 23 ]         |
| 1964 | 2       | Роберт Гайнлайн   | Дорога слави                                    | Glory Road                                      | The Magazine of Fantasy & Science Fiction                                                  | [ 23 ]         |
| 1964 | 2       | Андре Нортон      | Чаклунський світ                                | Witch World                                     | Ace Books КСД (2018 р., переклад Н. Михайловської)                                         | [ 23 ]         |
| 1964 | 4       | Френк Герберт     | Світ Дюни                                       | Dune World                                      | Analog Science Fiction and Fact КСД (2017 р., переклад Анатолій Пітик, Катерина Грицайчук) | [ 23 ] [ N 2 ] |
| 1964 | 5       | Курт Воннеґут     | Колиска для кішки                               | Cat's Cradle                                    | Holt, Rinehart and Winston КСД (2016 р., переклад Аліна Немірова)                          | [ 23 ]         |
| 1965 | 1       | Фріц Лайбер       | Блукач                                          | The Wanderer                                    | Ballantine Books                                                                           | [ 24 ]         |
| 1965 | 2       | Едгар Пенгборн    | Дейві                                           | Davy                                            | Ballantine Books                                                                           | [ 24 ]         |
| 1965 | 3       | Кордвайнер Сміт   | Покупець планет (Хлопець, що купив стару Землю) | The Planet Buyer (The Boy Who Bought Old Earth) | Pyramid Books                                                                              | [ 24 ]         |
| 1965 | 4       | Джон Браннер      | Повноцінна людина                               | The Whole Man                                   | Ballantine Books                                                                           | [ 24 ]         |
| 1966 | 1       | Френк Герберт     | Дюна                                            | Dune                                            | Chilton Company КСД (2017 р., переклад Анатолій Пітик, Катерина Грицайчук)                 | [ 25 ]         |
| 1966 | 1       | Роджер Желязни    | Цей безсмертний                                 | …And Call Me Conrad (This Immortal)             | The Magazine of Fantasy & Science Fiction НК-Богдан (2022 р., переклад Дениса Дьоміна)     | [ 25 ]         |
| 1966 |         | Джон Браннер      | Квадрати шахового міста                         | The Squares of the City                         | Ballantine Books                                                                           | [ 25 ]         |
| 1966 |         | Роберт Гайнлайн   | Місяць — суворий господар                       | The Moon Is a Harsh Mistress                    | If                                                                                         | [ 25 ] [ N 3 ] |
| 1966 |         | Едвард Елмер Сміт | Небесний жайворонок Дюкесн                      | Skylark DuQuesne                                | If                                                                                         | [ 25 ]         |
| 1967 | 1       | Роберт Гайнлайн   | Місяць — суворий господар                       | The Moon Is a Harsh Mistress                    | If                                                                                         | [ 26 ] [ N 3 ] |
| 1967 |         | Семюел Ділейні    | Вавилон 17                                      | Babel-17                                        | Ace Books Амальгама (2019 р., переклала Вікторія Наріжна)                                  | [ 26 ]         |
| 1967 |         | Рендалл Гаррет    | Занадто багато чарівників                       | Too Many Magicians                              | Ace Books                                                                                  | [ 26 ]         |
| 1967 |         | Деніел Кіз        | Квіти для Елджернона                            | Flowers for Algernon                            | Harcourt КСД (2015 р., переклад В. Шовкун)                                                 | [ 26 ]         |
| 1967 |         | Джеймс Шміц       | Відьми Карреса                                  | The Witches of Karres                           | Chilton Company                                                                            | [ 26 ]         |
| 1967 |         | Томас Свонн       | День Мінотавра                                  | Day of the Minotaur                             | Analog Science Fiction and Fact                                                            | [ 26 ]         |
| 1968 | 1       | Роджер Желязни    | Володар світла                                  | Lord of Light                                   | Doubleday «Всесвіт» (1994 р., переклад Лариса Маєвська)                                    | [ 27 ]         |
| 1968 | 2       | Семюел Ділейні    | Перетин Ейнштейна                               | The Einstein Intersection                       | Ace Books                                                                                  | [ 27 ]         |
| 1968 | 3       | Пірс Ентоні       | Хтон                                            | Chthon                                          | Ballantine Books                                                                           | [ 27 ]         |
| 1968 |         | Роберт Сілвеберґ  | Терни                                           | Thorns                                          | Ballantine Books                                                                           | [ 27 ]         |
| 1968 |         | Честер Андерсон   | Дитина-метелик                                  | The Butterfly Kid                               | Pyramid Books                                                                              | [ 27 ]         |
| 1969 | 1       | Джон Браннер      | Зупинка на Занзібарі                            | Stand on Zanzibar                               | Doubleday                                                                                  | [ 28 ]         |
| 1969 | 2       | Олексій Паншин    | Ритуал переходу                                 | Rite of Passage                                 | Ace Books                                                                                  | [ 28 ]         |
| 1969 |         | Семюел Ділейні    | Нова                                            | Nova                                            | Doubleday                                                                                  | [ 28 ]         |
| 1969 |         | Рафаель Лафферті  | Володар минулого                                | Past Master                                     | Ace Books                                                                                  | [ 28 ]         |
| 1969 |         | Кліффорд Сімак    | Резервація гоблінів                             | The Goblin Reservation                          | Galaxy Science Fiction НК-Богдан (2017 р., переклад М. Щавурська)                          | [ 28 ]         |
| 1970 | 1       | Урсула Ле Ґуїн    | Ліва рука темряви                               | The Left Hand of Darkness                       | Ace Books                                                                                  | [ 29 ]         |
| 1970 | 2       | Роберт Сілвеберґ  | Нагору, за лінією                               | Up the Line                                     | Ballantine Books                                                                           | [ 29 ]         |
| 1970 | 3       | Пірс Ентоні       | Макроскоп                                       | Macroscope                                      | Avon Publications                                                                          | [ 29 ]         |
| 1970 | 4       | Курт Воннеґут     | Бойня номер п'ять                               | Slaughterhouse-Five                             | Delacorte Press Дніпро (1976 р., переклад Петро Соколовський)                              | [ 29 ]         |
| 1970 |         | Нормен Спінред    | Жук Джек Беррон                                 | Bug Jack Barron                                 | Avon Publications                                                                          | [ 29 ]         |

### 1971—80 роки
| Рік  | Позиція | Автор(и)                      | Назва роману                                      | Назва твору мовою оригіналу                | Видавництво                                                                   | Прим.          |
| ---- | ------- | ----------------------------- | ------------------------------------------------- | ------------------------------------------ | ----------------------------------------------------------------------------- | -------------- |
| 1971 | 1       | Ларрі Нівен                   | Світ-кільце                                       | Ringworld                                  | Ballantine Books                                                              | [ 30 ]         |
| 1971 | 2       | Пол Андерсон                  | Тау — нуль                                        | Tau Zero                                   | Doubleday                                                                     | [ 30 ]         |
| 1971 | 3       | Роберт Сілвеберґ              | Скляна вежа                                       | Tower of Glass                             | Ace Books                                                                     | [ 30 ]         |
| 1971 | 4       | Вілсон Такер                  | Рік спокійного сонця                              | The Year of the Quiet Sun                  | Analog Science Fiction and Fact                                               | [ 30 ]         |
| 1971 | 5       | Хол Клемент                   | Зоряне сяйво                                      | Star Light                                 | Charles Scribner's Sons                                                       | [ 30 ]         |
| 1971 |         | Роберт Сілверберґ             | Світ зсередини                                    | The World Inside                           | Doubleday                                                                     | [ 31 ] [ N 4 ] |
| 1972 | 1       | Філіп Фармер                  | У свої зруйновані тіла поверніться                | To Your Scattered Bodies Go                | Putnam Publishing Group                                                       | [ 32 ]         |
| 1972 | 2       | Урсула Ле Ґуїн                | Різець небесний                                   | The Lathe of Heaven                        | Amazing Stories                                                               | [ 32 ]         |
| 1972 | 3       | Енн Маккефрі                  | Пошуки дракона                                    | Dragonquest                                | Ballantine Books                                                              | [ 32 ]         |
| 1972 | 4       | Роджер Желязни                | Джек Тіньовий                                     | Jack of Shadows                            | Galaxy Science Fiction НК-Богдан (2020 р., переклад Дениса Дьоміна)           | [ 32 ]         |
| 1972 | 5       | Роберт Сілвеберґ              | Час змін                                          | A Time of Changes                          | The Magazine of Fantasy & Science Fiction                                     | [ 32 ]         |
| 1973 | 1       | Айзек Азімов                  | Навіть боги                                       | The Gods Themselves                        | Galaxy Science Fiction                                                        | [ 33 ]         |
| 1973 | 2       | Дейвід Джерролд               | Коли ХАРЛІ виповнився рік                         | When Harlie Was One                        | Ballantine Books                                                              | [ 33 ]         |
| 1973 | 3       | Пол Андерсон                  | Настане час                                       | There Will Be Time                         | Signet Books                                                                  | [ 33 ]         |
| 1973 |         | Роберт Сілвеберґ              | Книга черепів                                     | The Book of Skulls                         | Charles Scribner's Sons                                                       | [ 33 ]         |
| 1973 |         | Роберт Сілвеберґ              | Вмираючи зсередини                                | Dying Inside                               | Galaxy Science Fiction                                                        | [ 33 ]         |
| 1973 |         | Кліффорд Сімак                | Вибір богів                                       | A Choice of Gods                           | Putnam Publishing Group                                                       | [ 33 ]         |
| 1974 | 1       | Артур Кларк                   | Побачення з Рамою                                 | Rendezvous with Rama                       | Galaxy Science Fiction                                                        | [ 34 ]         |
| 1974 | 2       | Роберт Гайнлайн               | Достатньо часу для кохання                        | Time Enough for Love                       | Analog Science Fiction and Fact                                               | [ 34 ]         |
| 1974 |         | Ларрі Нівен                   | Захисник                                          | Protector                                  | Random House                                                                  | [ 34 ]         |
| 1974 |         | Пол Андерсон                  | Люди вітру                                        | The People of the Wind                     | Putnam Publishing Group                                                       | [ 34 ]         |
| 1974 |         | Дейвід Джерролд               | Людина, яка себе здублювала                       | The Man Who Folded Himself                 | Ballantine Books                                                              | [ 34 ]         |
| 1975 | 1       | Урсула Ле Ґуїн                | Знедолені                                         | The Dispossessed                           | Harper & Row                                                                  | [ 35 ]         |
| 1975 |         | Пол Андерсон                  | Час вогню                                         | Fire Time                                  | Doubleday                                                                     | [ 35 ]         |
| 1975 |         | Філіп Дік                     | Лийтеся, сльози, сказав полісмен                  | Flow My Tears, the Policeman Said          | Doubleday Komubook (2019 р., переклав Гєник Бєляков)                          | [ 35 ]         |
| 1975 |         | Ларрі Нівен та Джеррі Пурнелл | Міль в зіниці господній                           | The Mote in God's Eye                      | Simon & Schuster                                                              | [ 35 ]         |
| 1975 |         | Крістофер Пріст               | Перевернутий світ                                 | Inverted World                             | Galaxy Science Fiction                                                        | [ 35 ]         |
| 1976 | 1       | Джо Голдеман                  | Нескінченна війна                                 | The Forever War                            | St. Martin's Press                                                            | [ 36 ]         |
| 1976 | 2       | Роджер Желязни                | Розчинені двері на піску                          | Doorways in the Sand                       | Analog Science Fiction and Fact                                               | [ 36 ]         |
| 1976 | 3       | Ларрі Нівен та Джеррі Пурнелл | Інферно                                           | Inferno                                    | Galaxy Science Fiction                                                        | [ 36 ]         |
| 1976 | 4       | Альфред Бестер                | Зв'язок із комп'ютером (Індіанський дарувальник)  | The Computer Connection (The Indian Giver) | Berkley Putnam                                                                | [ 36 ]         |
| 1976 | 5       | Роберт Сілвеберґ              | Стохастична людина                                | The Stochastic Man                         | Harper & Row                                                                  | [ 36 ]         |
| 1977 | 1       | Кейт Вільгельм                | Там, де до пізньої пори птахи так солодко співали | Where Late the Sweet Birds Sang            | Harper & Row                                                                  | [ 37 ]         |
| 1977 |         | Джо Голдеман                  | Міст думки                                        | Mindbridge                                 | St. Martin's Press                                                            | [ 37 ]         |
| 1977 |         | Френк Герберт                 | Діти Дюни                                         | Children of Dune                           | Analog Science Fiction and Fact КСД (2020 р., переклад Наталії Михайловської) | [ 37 ]         |
| 1977 |         | Фредерик Пол                  | Людина з плюсом                                   | Man Plus                                   | The Magazine of Fantasy & Science Fiction                                     | [ 37 ]         |
| 1977 |         | Роберт Сілвеберґ              | Шадрах у вогнищі                                  | Shadrach in the Furnace                    | Analog Science Fiction and Fact                                               | [ 37 ]         |
| 1978 | 1       | Фредерик Пол                  | Брама                                             | Gateway                                    | Galaxy Science Fiction КСД (2017 р., переклад Ю. В. Єфремов)                  | [ 38 ]         |
| 1978 |         | Меріон Бредлі                 | Заборонена вежа                                   | The Forbidden Tower                        | DAW Books                                                                     | [ 38 ]         |
| 1978 |         | Ларрі Нівен та Джеррі Пурнелл | Молот Люцифера                                    | Lucifer's Hammer                           | Playboy Press                                                                 | [ 38 ]         |
| 1978 |         | Гордон Діксон                 | Часовий шторм                                     | Time Storm                                 | St. Martin's Press                                                            | [ 38 ]         |
| 1978 |         | Джордж Мартін                 | Світло, що вмирає                                 | Dying of the Light                         | Analog Science Fiction and Fact                                               | [ 38 ]         |
| 1979 | 1       | Вонда Мак-Інтайр              | Змія снів                                         | Dreamsnake                                 | Houghton Mifflin                                                              | [ 39 ]         |
| 1979 | 2       | Енн Маккефрі                  | Білий дракон                                      | The White Dragon                           | Del Rey Books                                                                 | [ 39 ]         |
| 1979 | 3       | Керолайн Черрі                | Сонце, що згасає : Кесріт                         | The Faded Sun: Kesrith                     | Galaxy Science Fiction                                                        | [ 39 ]         |
| 1979 |         | Том Рімі                      | Сліпі голоси                                      | Blind Voices                               | Berkley Putnam                                                                | [ 39 ]         |
| 1979 |         | Джеймс Тіптрі-молодший        | Вище стін Землі                                   | Up the Walls of the World                  | Berkley Books                                                                 | [ 40 ] [ N 5 ] |
| 1980 | 1       | Артур Кларк                   | Фонтани раю                                       | The Fountains of Paradise                  | Victor Gollancz Ltd                                                           | [ 41 ]         |
| 1980 | 2       | Джон Варлі                    | Титан                                             | Titan                                      | Berkley Putnam                                                                | [ 41 ]         |
| 1980 | 3       | Фредерик Пол                  | Джем: Створення утопії                            | Jem                                        | St. Martin's Press                                                            | [ 41 ]         |
| 1980 | 4       | Патриція Маккілліп            | Арфіст на вітру                                   | Harpist in the Wind                        | Atheneum Books                                                                | [ 41 ]         |
| 1980 | 5       | Томас Діш                     | На крилах пісні                                   | On Wings of Song                           | The Magazine of Fantasy & Science Fiction                                     | [ 41 ]         |

### 1981—90 роки
| Рік  | Позиція | Автор(и)                            | Назва роману                    | Назва твору мовою оригіналу   | Видавництво                                                                                    | Прим.          |
| ---- | ------- | ----------------------------------- | ------------------------------- | ----------------------------- | ---------------------------------------------------------------------------------------------- | -------------- |
| 1981 | 1       | Джоан Вінжі                         | Снігова королева                | The Snow Queen                | Dial Press                                                                                     | [ 42 ]         |
| 1981 | 2       | Роберт Сілвеберґ                    | Замок лорда Валентина           | Lord Valentine's Castle       | Del Rey Books                                                                                  | [ 42 ]         |
| 1981 | 3       | Ларрі Нівен                         | Інженери світу-кільця           | The Ringworld Engineers       | The Magazine of Fantasy & Science Fiction                                                      | [ 42 ]         |
| 1981 | 4       | Фредерик Пол                        | За блакитним обрієм подій       | Beyond the Blue Event Horizon | Galileo Magazine of Science & Fiction                                                          | [ 42 ]         |
| 1981 | 5       | Джон Варлі                          | Фея                             | Wizard                        | Berkley Putnam                                                                                 | [ 42 ]         |
| 1982 | 1       | Керолайн Черрі                      | Станція нижче нікуди            | Downbelow Station             | DAW Books                                                                                      | [ 43 ]         |
| 1982 | 2       | Джин Вулф                           | Кіготь миротворця               | The Claw of the Conciliator   | Timescape Books                                                                                | [ 43 ]         |
| 1982 | 3       | Джуліен Мей                         | Багатобарвна земля              | The Many Colored Land         | Houghton Mifflin                                                                               | [ 43 ]         |
| 1982 | 4       | Кліффорд Сімак                      | Проєкт «Папа»                   | Project Pope                  | Del Rey Books                                                                                  | [ 43 ]         |
| 1982 | 5       | Джон Кроулі                         | Малий, великий                  | Little, Big                   | Bantam Books                                                                                   | [ 43 ]         |
| 1983 | 1       | Айзек Азімов                        | Межа Фундації                   | Foundation's Edge             | Doubleday КСД (2020 р., переклала Р. В. Клочко)                                                | [ 44 ]         |
| 1983 | 2       | Керолайн Черрі                      | Гордість Шанур                  | The Pride of Chanur           | DAW Books                                                                                      | [ 44 ]         |
| 1983 | 3       | Артур Кларк                         | 2010: Одіссея Два               | 2010: Odyssey Two             | Del Rey Books КСД (2017 р., переклала Вікторія Зенгва)                                         | [ 44 ]         |
| 1983 | 4       | Роберт Гайнлайн                     | Фрайді                          | Fridaye                       | Holt, Rinehart and Winston                                                                     | [ 44 ]         |
| 1983 | 5       | Дональд Кінґсбері                   | Ритуал залицянь                 | Courtship Rite                | Timescape                                                                                      | [ 44 ]         |
| 1983 | 6       | Джин Вулф                           | Меч Ліктора                     | The Sword of the Lictor       | Timescape                                                                                      | [ 44 ]         |
| 1984 | 1       | Дейвід Брін                         | Зоряний приплив починається     | Startide Rising               | Bantam Books                                                                                   | [ 45 ]         |
| 1984 | 2       | Роберта Мак-Евой                    | Чай з чорним драконом           | Tea with the Black Dragon     | Bantam Books                                                                                   | [ 45 ]         |
| 1984 | 3       | Джон Варлі                          | Тисячоліття                     | Millennium                    | Berkley Books                                                                                  | [ 45 ]         |
| 1984 | 4       | Енн Маккефрі                        | Морета: повелителька драконів   | Moreta: Dragonlady of Pern    | Del Rey Books                                                                                  | [ 45 ]         |
| 1984 | 5       | Айзек Азімов                        | Роботи світанку                 | The Robots of Dawn            | Doubleday                                                                                      | [ 45 ]         |
| 1985 | 1       | Вільям Ґібсон                       | Нейромант                       | Neuromancer                   | Ace Books «Видавництво» (2017, переклад Ольги Любарської)                                      | [ 46 ]         |
| 1985 | 2       | Дейвід Палмер                       | Поява                           | Emergence                     | Bantam Books                                                                                   | [ 46 ]         |
| 1985 | 3       | Вернор Вінжі                        | Мирна війна                     | The Peace War                 | Bluejay Books                                                                                  | [ 46 ]         |
| 1985 | 4       | Роберт Гайнлайн                     | Йов, або комедія справедливості | Job: A Comedy of Justice      | Del Rey Books                                                                                  | [ 46 ]         |
| 1985 | 5       | Ларрі Нівен                         | Інтегральні дерева              | The Integral Trees            | Del Rey Books                                                                                  | [ 46 ]         |
| 1986 | 1       | Орсон Кард                          | Гра Ендера                      | Ender's Game                  | Tor Books Брайт Стар Паблишинг (2013 р., переклад В. Верховського й Т. Педан)                  | [ 47 ]         |
| 1986 | 2       | Керолайн Черрі                      | Яйце зозулі                     | Cuckoo's Egg                  | DAW Books                                                                                      | [ 47 ]         |
| 1986 | 3       | Дейвід Брін                         | Листоноша                       | The Postman                   | Bantam Spectra                                                                                 | [ 47 ]         |
| 1986 | 4       | Ларрі Нівен та Джеррі Пурнелл       | Поступ                          | Footfall                      | Del Rey Books                                                                                  | [ 47 ]         |
| 1986 | 5       | Грег Бір                            | Музика, що лунає в крові        | Blood Music                   | Arbor House                                                                                    | [ 47 ]         |
| 1987 | 1       | Орсон Кард                          | Голос тих, кого немає           | Speaker for the Dead          | Tor Books                                                                                      | [ 48 ]         |
| 1987 | 2       | Боб Шо                              | Астронавти у лахміттях          | The Ragged Astronauts         | Victor Gollancz Ltd                                                                            | [ 48 ]         |
| 1987 | 3       | Вільям Ґібсон                       | Занулення                       | Count Zero                    | Asimov's Science Fiction «Видавництво» (2021, переклад Ольги Любарської та Олександра Стукала) | [ 48 ]         |
| 1987 | 4       | Вернор Вінжі                        | Покинуті в реальному часі       | Marooned in Realtime          | Analog Science Fiction and Fact                                                                | [ 48 ]         |
| 1987 | 5       | Лафаєт Рональд Габбард              | Чорний генезис                  | Black Genesis                 | Bridge Publications                                                                            | [ 48 ] [ N 6 ] |
| 1988 | 1       | Дейвід Брін                         | Війна за Піднесення             | The Uplift War                | Bantam Spectra                                                                                 | [ 49 ]         |
| 1988 | 2       | Джордж Алек Еффінджер               | Коли тяжіння зникає             | When Gravity Fails            | Arbor House                                                                                    | [ 49 ]         |
| 1988 | 3       | Орсон Скотт Кард                    | Сьомий син                      | Seventh Son                   | Tor Books                                                                                      | [ 49 ]         |
| 1988 | 4       | Грег Бір                            | Ковадло бога                    | The Forge of God              | Tor Books                                                                                      | [ 49 ]         |
| 1988 | 5       | Джин Вулф                           | Поява нового сонця              | The Urth of the New Sun       | Tor Books                                                                                      | [ 49 ]         |
| 1989 | 1       | Керолайн Черрі                      | Ситін                           | Cyteen                        | Warner Books                                                                                   | [ 50 ]         |
| 1989 | 2       | Орсон Скотт Кард                    | Червоний пророк                 | Red Prophet                   | Tor Books                                                                                      | [ 50 ]         |
| 1989 | 3       | Лоїс Буджолд                        | У вільному падінні              | Falling Free                  | Analog Science Fiction and Fact                                                                | [ 50 ]         |
| 1989 | 4       | Брюс Стерлінг                       | Острови у мережі                | Islands in the Net            | Arbor House                                                                                    | [ 50 ]         |
| 1989 | 5       | Вільям Ґібсон                       | Мона Ліза стрімголов            | Mona Lisa Overdrive           | Victor Gollancz Ltd «Видавництво» (2022, переклад Нати Гриценко)                               | [ 50 ]         |
| 1989 |         | Тод Камерон Гамільтон та П. Дж. Біз | Охоронець                       | The Guardsman                 | Pageant                                                                                        | [ 51 ] [ N 7 ] |
| 1990 | 1       | Ден Сіммонс                         | Гіперіон                        | Hyperion                      | Doubleday НК-Богдан (2016 р., переклав Богдан Стасюк)                                          | [ 52 ]         |
| 1990 | 2       | Джордж Алек Еффінджер               | Полум'я на Сонці                | A Fire in the Sun             | Doubleday                                                                                      | [ 52 ]         |
| 1990 | 3       | Орсон Скотт Кард                    | Підмайстер Елвін                | Prentice Alvin                | Tor Books                                                                                      | [ 52 ]         |
| 1990 | 4       | Пол Андерсон                        | Човен на мільйон років          | The Boat of a Million Years   | Tor Books                                                                                      | [ 52 ]         |
| 1990 | 5       | Шері С. Теппер                      | Трава                           | Grass                         | Doubleday                                                                                      | [ 52 ]         |

### 1991—2000 роки
| Рік  | Позиція | Автор(и)             | Назва роману                    | Назва твору мовою оригіналу              | Видавництво                                                                    | Прим.          |
| ---- | ------- | -------------------- | ------------------------------- | ---------------------------------------- | ------------------------------------------------------------------------------ | -------------- |
| 1991 | 1       | Лоїс Буджолд         | Гра форів                       | The Vor Game                             | Baen Books                                                                     | [ 53 ]         |
| 1991 | 2       | Дейвід Брін          | Земля                           | Earth                                    | Bantam Spectra                                                                 | [ 53 ]         |
| 1991 | 3       | Ден Сіммонс          | Падіння Гіперіона               | The Fall of Hyperion                     | Doubleday НК-Богдан (2017 р., переклали Богдан Стасюк і Олена Кіфенко)         | [ 53 ]         |
| 1991 | 4       | Майкл К'юб-Макдавел  | Тихі басейни                    | The Quiet Pools                          | Ace Books                                                                      | [ 53 ]         |
| 1991 | 5       | Грег Бір             | Королева янголів                | Queen of Angels                          | Warner Questar                                                                 | [ 53 ]         |
| 1992 | 1       | Лоїс Буджолд         | Барраяр                         | Barrayar                                 | Analog Science Fiction and Fact                                                | [ 54 ]         |
| 1992 | 2       | Емма Булл            | Танок кісток                    | Bone Dance                               | Ace Books                                                                      | [ 54 ]         |
| 1992 | 3       | Енн Маккефрі         | Всі вейри Перна                 | All the Weyrs of Pern                    | Del Rey Books                                                                  | [ 54 ]         |
| 1992 | 4       | Джоан Вінжі          | Королева літа                   | The Summer Queen                         | Warner Questar                                                                 | [ 54 ]         |
| 1992 | 5       | Орсон Кард           | Ксеноцид                        | Xenocide                                 | Tor Books                                                                      | [ 54 ]         |
| 1992 | 6       | Майкл Свонвік        | Станції припливу                | Stations of the Tide                     | Asimov's Science Fiction                                                       | [ 54 ]         |
| 1993 | 1       | Вернор Вінжі         | Полум'я над безоднею            | A Fire Upon the Deep                     | Tor Books                                                                      | [ 55 ]         |
| 1993 | 1       | Конні Вілліс         | Книга Судного дня               | Doomsday Book                            | Bantam Spectra НК-Богдан (2015 р., переклад І. Савюк і В. Верховського)        | [ 55 ]         |
| 1993 | 3       | Кім Стенлі Робінсон  | Червоний Марс                   | Red Mars                                 | HarperCollins                                                                  | [ 55 ]         |
| 1993 | 4       | Морін Ф. Макг'ю      | Китайська гора Цанг             | China Mountain Zhang                     | Tor Books                                                                      | [ 55 ]         |
| 1993 | 5       | Джон Варлі           | Сталевий пляж                   | Steel Beach                              | Ace Books/Putnam Publishing Group                                              | [ 55 ]         |
| 1994 | 1       | Кім Стенлі Робінсон  | Зелений Марс                    | Green Mars                               | HarperCollins                                                                  | [ 56 ]         |
| 1994 | 2       | Грег Бір             | Рухливий Марс                   | Moving Mars                              | Tor Books                                                                      | [ 56 ]         |
| 1994 | 3       | Ненсі Кресс          | Злидарі в Іспанії               | Beggars in Spain                         | Morrow AvoNova                                                                 | [ 56 ]         |
| 1994 | 4       | Девід Брін           | Сезон слави                     | Glory Season                             | Bantam Spectra                                                                 | [ 56 ]         |
| 1994 | 5       | Вільям Ґібсон        | Віртуальне світло               | Virtual Light                            | Bantam Spectra                                                                 | [ 56 ]         |
| 1994 |         | Альгіс Будріс        | Жорстке приземлення             | Hard Landing                             | The Magazine of Fantasy & Science Fiction                                      | [ 57 ] [ N 8 ] |
| 1995 | 1       | Лоїс Буджолд         | Танок віддзеркалень             | Mirror Dance                             | Baen Books                                                                     | [ 58 ]         |
| 1995 | 2       | Джон Барнс           | Мати штормів                    | Mother of Storms                         | Tor Books                                                                      | [ 58 ]         |
| 1995 | 3       | Ненсі Кресс          | Злидарі й виборці               | Beggars and Choosers                     | Tor Books                                                                      | [ 58 ]         |
| 1995 | 4       | Майкл Бішоп          | М'які подачі                    | Brittle Innings                          | Bantam Spectra                                                                 | [ 58 ]         |
| 1995 | 5       | Джеймс Морроу        | Єгова з батогом                 | Towing Jehovah                           | Harcourt Brace                                                                 | [ 58 ]         |
| 1995 |         | Октавія Батлер       | Притча про сіяча                | Parable of the Sower                     | Four Walls, Eight Windows                                                      | [ 59 ] [ N 9 ] |
| 1996 | 1       | Ніл Стівенсон        | Діамантовий вік                 | The Diamond Age                          | Bantam Spectra                                                                 | [ 60 ]         |
| 1996 | 2       | Стівен Бекстер       | Кораблі часу                    | The Time Ships                           | HarperPrism                                                                    | [ 60 ]         |
| 1996 | 3       | Девід Брін           | Риф яскравості                  | Brightness Reef                          | Bantam Books                                                                   | [ 60 ]         |
| 1996 | 4       | Роберт Соєр          | Вирішальний експеримент         | The Terminal Experiment                  | Analog Science Fiction and Fact                                                | [ 60 ]         |
| 1996 | 5       | Конні Вілліс         | Римейк                          | Remake                                   | Bantam Spectra                                                                 | [ 60 ]         |
| 1997 | 1       | Кім Стенлі Робінсон  | Блакитний Марс                  | Blue Mars                                | HarperCollins Voyager                                                          | [ 61 ]         |
| 1997 | 2       | Лоїс Буджолд         | Пам'ять                         | Memory                                   | Baen Books                                                                     | [ 61 ]         |
| 1997 | 3       | Елізабет Мун         | Залишкове населення             | Remnant Population                       | Baen Books                                                                     | [ 61 ]         |
| 1997 | 4       | Роберт Соєр          | Зореплекс                       | Starplex                                 | Analog Science Fiction and Fact                                                | [ 61 ]         |
| 1997 | 5       | Брюс Стерлінг        | Святий вогонь                   | Holy Fire                                | Bantam Spectra                                                                 | [ 61 ]         |
| 1998 | 1       | Джо Голдеман         | Нескінченний мир                | Forever Peace                            | Ace Books                                                                      | [ 62 ]         |
| 1998 | 2       | Волтер Джон Вільямс  | Місто у вогні                   | City on Fire                             | HarperPrism                                                                    | [ 62 ]         |
| 1998 | 3       | Ден Сіммонс          | Схід Ендіміона                  | The Rise of Endymion                     | Bantam Spectra НК-Богдан (2019 р., переклала Галина Михайловська)              | [ 62 ]         |
| 1998 | 4       | Роберт Соєр          | Зсув                            | Frameshift                               | Tor Books                                                                      | [ 62 ]         |
| 1998 | 5       | Майкл Свонвік        | Джек Фауст                      | Jack Faust                               | Avon Publications                                                              | [ 62 ]         |
| 1999 | 1       | Конні Вілліс         | Не кажучи про пса               | To Say Nothing of the Dog                | Bantam Spectra                                                                 | [ 63 ]         |
| 1999 | 2       | Мері Доріа Расселл   | Діти Бога                       | Children of God                          | Villard Books                                                                  | [ 63 ]         |
| 1999 | 3       | Роберт Чарльз Вілсон | Дарвінія                        | Darwinia                                 | Tor Books                                                                      | [ 63 ]         |
| 1999 | 4       | Брюс Стерлінг        | Розпад                          | Distraction                              | Bantam Spectra                                                                 | [ 63 ]         |
| 1999 | 5       | Роберт Соєр          | Виготовляємо людяність          | Factoring Humanity                       | Tor Books                                                                      | [ 63 ]         |
| 2000 | 1       | Вернор Вінжі         | Глибина у небі                  | A Deepness in the Sky                    | Tor Books                                                                      | [ 64 ]         |
| 2000 | 2       | Лоїс Буджолд         | Цивільна кампанія               | A Civil Campaign                         | Baen Books                                                                     | [ 64 ]         |
| 2000 | 3       | Ніл Стівенсон        | Криптономікон                   | Cryptonomicon                            | Avon Publications                                                              | [ 64 ]         |
| 2000 | 4       | Грег Бір             | Радіо Дарвіна                   | Darwin's Radio                           | HarperCollins                                                                  | [ 64 ]         |
| 2000 | 5       | Джоан Роулінг        | Гаррі Поттер і в'язень Азкабану | Harry Potter and the Prisoner of Azkaban | Bloomsbury Publishing А-ба-ба-га-ла-ма-га (2002 р., переклад Віктора Морозова) | [ 64 ]         |

### 2001—2010 роки
| Рік  | Позиція | Автор(и)             | Назва роману                                             | Назва твору мовою оригіналу                      | Видавництво                                                                                       | Прим.           |
| ---- | ------- | -------------------- | -------------------------------------------------------- | ------------------------------------------------ | ------------------------------------------------------------------------------------------------- | --------------- |
| 2001 | 1       | Джоан Роулінг        | Гаррі Поттер і келих вогню                               | Harry Potter and the Goblet of Fire              | Bloomsbury Publishing А-ба-ба-га-ла-ма-га (2003р, переклали Віктор Морозов і Софія Андрухович)    | [ 65 ]          |
| 2001 | 2       | Джордж Мартін        | Буря мечів                                               | A Storm of Swords                                | HarperCollins Voyager КМ-Букс (2015р, переклад Наталя Тисовська)                                  | [ 65 ]          |
| 2001 | 3       | Роберт Соєр          | Рахуючи Бога                                             | Calculating God                                  | Tor Books                                                                                         | [ 65 ]          |
| 2001 | 4       | Кен Маклауд          | Небесна дорога                                           | The Sky Road                                     | Tor Books                                                                                         | [ 65 ]          |
| 2001 | 5       | Нало Гопкінсон       | Опівнічний грабіжник                                     | Midnight Robber                                  | Warner Aspect                                                                                     | [ 65 ]          |
| 2002 | 1       | Ніл Ґейман           | Американські боги                                        | American Gods                                    | William Morrow and Company КМ-Букс (2017р, переклад Галина Герасим, Олесь Петік)                  | [ 66 ]          |
| 2002 | 2       | Лоїс Буджолд         | Прокляття Шаліона                                        | The Curse of Chalion                             | Eos                                                                                               | [ 66 ]          |
| 2002 | 3       | Конні Вілліс         | Перехід                                                  | Passage                                          | Bantam Books                                                                                      | [ 66 ]          |
| 2002 | 4       | Чайна М'євіль        | Вокзал на вулиці Відчаю                                  | Perdido Street Station                           | Macmillan Publishers НК-Богдан (2019р, переклали Дарія Беззадіна і Наталія Сліпенко)              | [ 66 ]          |
| 2002 | 5       | Роберт Чарльз Вілсон | Хроноліти                                                | The Chronoliths                                  | Tor Books                                                                                         | [ 66 ]          |
| 2002 | 6       | Кен Маклауд          | Оплот космонавтів                                        | Cosmonaut Keep                                   | Orbit Books                                                                                       | [ 66 ]          |
| 2003 | 1       | Роберт Соєр          | Гомініди                                                 | Hominids                                         | Analog Science Fiction and Fact                                                                   | [ 67 ]          |
| 2003 | 2       | Дейвід Брін          | Вапнолюди                                                | Kiln People                                      | Tor Books                                                                                         | [ 67 ]          |
| 2003 | 3       | Майкл Свонвік        | Кістки Землі                                             | Bones of the Earth                               | Eos                                                                                               | [ 67 ]          |
| 2003 | 4       | Чайна М'євіль        | Шрам                                                     | The Scar                                         | Del Rey Books НК-Богдан (2021р, переклала Дар'я Беззадіна)                                        | [ 67 ]          |
| 2003 | 5       | Кім Стенлі Робінсон  | Роки рису і солі                                         | The Years of Rice and Salt                       | Bantam Books                                                                                      | [ 67 ]          |
| 2004 | 1       | Лоїс Буджолд         | Паладин душ                                              | Paladin of Souls                                 | Eos                                                                                               | [ 68 ]          |
| 2004 | 2       | Ден Сіммонс          | Іліон                                                    | Ilium                                            | Eos                                                                                               | [ 68 ]          |
| 2004 | 3       | Чарльз Стросс        | Небо сингулярності                                       | Singularity Sky                                  | Ace Books НК-Богдан (2021р, переклав Богдан Стасюк)                                               | [ 68 ]          |
| 2004 | 4       | Роберт Чарльз Вілсон | Блайнд-Лейк                                              | Blind Lake                                       | Tor Books                                                                                         | [ 68 ]          |
| 2004 | 5       | Роберт Соєр          | Гомініди                                                 | Humans                                           | Tor Books                                                                                         | [ 68 ]          |
| 2005 | 1       | Сюзанна Кларк        | Джонатан Стрейндж і м-р Норрелл                          | Jonathan Strange & Mr Norrell                    | Bloomsbury Publishing Рідна мова (2021р, переклали Анатолій Пітик, Катерина Пітик, Богдан Стасюк) | [ 69 ]          |
| 2005 | 2       | Єн Макдональд        | Ріка богів                                               | River of Gods                                    | Simon & Schuster                                                                                  | [ 69 ]          |
| 2005 | 3       | Єн Бенкс             | Алгебраїст                                               | The Algebraist                                   | Orbit Books                                                                                       | [ 69 ]          |
| 2005 | 4       | Чарльз Стросс        | Залізний світанок                                        | Iron Sunrise                                     | Ace Books                                                                                         | [ 69 ]          |
| 2005 | 5       | Чайна М'євіль        | Залізний консул                                          | Iron Council                                     | Del Rey Books                                                                                     | [ 69 ]          |
| 2006 | 1       | Роберт Чарльз Вілсон | Спін                                                     | Spin                                             | Tor Books                                                                                         | [ 70 ]          |
| 2006 | 2       | Чарльз Стросс        | Ачелерандо                                               | Accelerando                                      | Ace Books НК-Богдан (2019р, переклав Богдан Стасюк)                                               | [ 70 ]          |
| 2006 | 3       | Джон Скалці          | Війна старого                                            | Old Man's War                                    | Tor Books НК-Богдан (2021р, переклав Олексій Антомонов)                                           | [ 70 ]          |
| 2006 | 4       | Кен Маклауд          | Пізнання світу                                           | Learning the World                               | Orbit Books                                                                                       | [ 70 ]          |
| 2006 | 5       | Джордж Мартін        | Бенкет круків                                            | A Feast for Crows                                | Voyager Books КМ-Букс (2016р, переклад Наталя Тисовська)                                          | [ 70 ]          |
| 2006 |         | Ніл Ґейман           | Дітлахи Анансі                                           | Anansi Boys                                      | Morrow КМ-Букс (2019р, переклад Галина Герасим, Ната Гриценко)                                    | [ 71 ] [ N 10 ] |
| 2007 | 1       | Вернор Вінжі         | Кінець веселок                                           | Rainbows End                                     | Tor Books                                                                                         | [ 72 ]          |
| 2007 | 2       | Чарльз Стросс        | Скляний дім                                              | Glasshouse                                       | Ace Books                                                                                         | [ 72 ]          |
| 2007 | 3       | Наомі Новик          | Дракон Його Величності                                   | His Majesty's Dragon                             | Voyager Books                                                                                     | [ 72 ]          |
| 2007 | 4       | Майкл Френсіс Флінн  | Айфельгайм                                               | Eifelheim                                        | Tor Books КМ-Букс (2024р, переклав Богдан Стасюк)                                                 | [ 72 ]          |
| 2007 | 5       | Пітер Воттс          | Сліпобачення                                             | Blindsight                                       | Tor Books Видавництво Жупанського (2018р, переклад Анатолій Пітик і Катерина Грицайчук)           | [ 72 ]          |
| 2008 | 1       | Майкл Шебон          | Спілка єврейських поліцейських                           | The Yiddish Policemen's Union                    | HarperCollins                                                                                     | [ 73 ]          |
| 2008 | 2       | Джон Скальці         | Остання колонія                                          | The Last Colony                                  | Tor Books                                                                                         | [ 73 ]          |
| 2008 | 3       | Чарльз Стросс        | Крах держави                                             | Halting State                                    | Ace Books                                                                                         | [ 73 ]          |
| 2008 | 4       | Роберт Соєр          | Відкат                                                   | Rollback                                         | Tor Books                                                                                         | [ 73 ]          |
| 2008 | 5       | Єн Макдональд        | Бразилія                                                 | Brasyl                                           | Pyr                                                                                               | [ 73 ]          |
| 2009 | 1       | Ніл Ґейман           | Книга кладовища                                          | The Graveyard Book                               | HarperCollins КМ-Букс (2017р, переклала Світлана Філатова)                                        | [ 74 ]          |
| 2009 | 2       | Корі Докторов        | Молодший брат                                            | Little Brother                                   | Tor Books                                                                                         | [ 74 ]          |
| 2009 | 3       | Ніл Стівенсон        | Анатем                                                   | Anathem                                          | Morrow                                                                                            | [ 74 ]          |
| 2009 | 4       | Чарльз Стросс        | Діти Сатурна                                             | Saturn's Children                                | Ace Books                                                                                         | [ 74 ]          |
| 2009 | 5       | Джон Скальці         | Розповідь Зої                                            | Zoe's Tale                                       | Tor Books                                                                                         | [ 74 ]          |
| 2010 | 1       | Паоло Бачигалупі     | Механічна дівчина                                        | The Windup Girl                                  | Night Shade Books                                                                                 | [ 75 ]          |
| 2010 | 1       | Чайна М'євіль        | Місто й Місто                                            | The City & The City                              | Del Rey Books                                                                                     | [ 75 ]          |
| 2010 | 3       | Шері Пріст           | Кісткотрус                                               | Boneshaker                                       | Tor Books                                                                                         | [ 75 ]          |
| 2010 | 4       | Роберт Соєр          | Прокинься                                                | Wake                                             | Ace Books                                                                                         | [ 75 ]          |
| 2010 | 5       | Роберт Чарльз Вілсон | Джуліан Комсток. Історія з життя Америки у ХХІІ столітті | Julian Comstock: A Story of 22nd-Century America | Bantam Spectra                                                                                    | [ 75 ]          |
| 2010 | 6       | Кетрінн Валенте      | Палімпсест                                               | Palimpsest                                       | Tor Books                                                                                         | [ 75 ]          |

### 2011—2020 роки
| Рік  | Позиція | Автор(и)                            | Назва роману                           | Назва твору мовою оригіналу                | Видавництво                                                                         | Прим.           |
| ---- | ------- | ----------------------------------- | -------------------------------------- | ------------------------------------------ | ----------------------------------------------------------------------------------- | --------------- |
| 2011 | 1       | Конні Вілліс                        | Затемнення/Все чисто                   | Blackout/All Clear                         | Spectra Books                                                                       | [ 76 ]          |
| 2011 | 2       | Міра Грант                          | Корм                                   | Feed                                       | Baen Books                                                                          | [ 76 ]          |
| 2011 | 3       | Лоїс Буджолд                        | Кріоопік                               | Cryoburn                                   | Gollancz/Pyr                                                                        | [ 76 ]          |
| 2011 | 4       | Н. К. Джемісін                      | Сто тисяч королівств                   | The Hundred Thousand Kingdoms              | Orbit Books                                                                         | [ 76 ]          |
| 2011 | 5       | Єн Макдональд                       | Будинок дервіша                        | The Dervish House                          | Orbit Books                                                                         | [ 76 ]          |
| 2012 | 1       | Джо Волтон                          | Серед інших                            | Among Others                               | Tor Books                                                                           | [ 77 ]          |
| 2012 | 2       | Чайна М'євіль                       | Квартал посольств                      | Embassytown                                | Macmillan Publishers/Del Rey Books                                                  | [ 77 ]          |
| 2012 | 3       | Джеймс Корі                         | Пробудження Левіафана                  | Leviathan Wakes                            | Orbit Books                                                                         | [ 77 ]          |
| 2012 | 4       | Міра Грант                          | Дедлайн                                | Deadline                                   | Orbit Books                                                                         | [ 77 ]          |
| 2012 | 5       | Джордж Мартін                       | Танок драконів                         | A Dance with Dragons                       | Bantam Spectra КМ-Букс (2017р, переклала Наталя Тисовська)                          | [ 77 ]          |
| 2013 | 1       | Джон Скалці                         | Червоні сорочки                        | Redshirts                                  | Tor Books                                                                           | [ 78 ]          |
| 2013 | 2       | Лоїс Буджолд                        | Альянс капітана Форпатріла             | Captain Vorpatril's Alliance               | Baen Books                                                                          | [ 78 ]          |
| 2013 | 3       | Кім Стенлі Робінсон                 | 2312                                   | 2312                                       | Orbit Books                                                                         | [ 78 ]          |
| 2013 | 4       | Саладін Ахмед                       | Трон напівмісяця                       | Throne of the Crescent Moon                | DAW Books                                                                           | [ 78 ]          |
| 2013 | 5       | Міра Грант                          | Затемнення                             | Blackout                                   | Orbit Books                                                                         | [ 78 ]          |
| 2014 | 1       | Енн Лекі                            | Допоміжний елемент Справедливості      | Ancillary Justice                          | Orbit Books                                                                         | [ 79 ]          |
| 2014 | 2       | Чарльз Стросс                       | Поріддя Нептуна                        | Neptune's Brood                            | Ace Books                                                                           | [ 79 ]          |
| 2014 | 3       | Міра Грант                          | Паразит                                | Parasite                                   | Orbit Books                                                                         | [ 79 ]          |
| 2014 | 4       | Роберт Джордан та Брендон Сендерсон | Колесо часу                            | The Wheel of Time                          | Tor Books НК-Богдан (З 2021 р.)                                                     | [ 79 ] [ N 11 ] |
| 2014 | 5       | Ларрі Корея                         | Межа війни                             | Warbound                                   | Baen Books                                                                          | [ 79 ]          |
| 2015 | 1       | Лю Цисінь                           | Проблема трьох тіл                     | The Three-Body Problem                     | :Chongqing Press (2008 р.) Tor Books BookChef (2017р, переклав Євген Ширинос)       | [ 80 ]          |
| 2015 | 1       | Лю Кен (перекладач англ.)*          | Проблема трьох тіл                     | The Three-Body Problem                     | :Chongqing Press (2008 р.) Tor Books BookChef (2017р, переклав Євген Ширинос)       | [ 80 ]          |
| 2015 | 2       | Катеріна Еддісон                    | Гоблінський імператор                  | The Goblin Emperor                         | Tor Books                                                                           | [ 80 ]          |
| 2015 | 3       | Енн Лекі                            | Допоміжний меч                         | Ancillary Sword                            | Orbit Books                                                                         | [ 80 ]          |
| 2015 | 4       | Джим Бучер                          | Нечесна гра                            | Skin Game                                  | Roc Books                                                                           | [ 80 ] [ N 12 ] |
| 2015 | 5       | Кевін Дж. Андерсон                  | Темрява між зірками                    | The Dark Between the Stars                 | Tor Books                                                                           | [ 80 ] [ N 12 ] |
| 2016 | 1       | Н. К. Джемісін                      | П'ята пора                             | The Fifth Season                           | Orbit Books НК-Богдан (2024 р, переклав Романа Гардашук)                            | [ 81 ]          |
| 2016 | 2       | Наомі Новік                         | Ті, що не мають коріння                | Uprooted                                   | Del Rey КСД (2018р, переклала Марія Пухлій)                                         | [ 81 ]          |
| 2016 | 3       | Енн Лекі                            | Допоміжне милосердя                    | Ancillary Mercy                            | Orbit Books                                                                         | [ 81 ]          |
| 2016 | 4       | Ніл Стівенсон                       | Сімміс                                 | Seveneves                                  | William Morrow and Company НК-Богдан (2018 р, переклав Українець Остап Віталійович) | [ 81 ]          |
| 2016 | 5       | Джим Бучер                          | Попелясті вежі: Брашпиль повітреплавця | The Cinder Spires: The Aeronaut's Windlass | Roc Books                                                                           | [ 81 ]          |
| 2017 | 1       | Н. К. Джемісін                      | Брама обелісків                        | The Obelisk Gate                           | Orbit Books НК-Богдан (2024 р, переклав Романа Гардашук)                            | [ 82 ]          |
| 2017 | 2       | Чарлі Джейн Ендерс                  | Всі птахи в небі                       | All the Birds in the Sky                   | Tor Books                                                                           | [ 82 ]          |
| 2017 | 3       | Юон Ха Лі                           | Гамбіт Найнфокса                       | Ninefox Gambit                             | Solaris Books                                                                       | [ 82 ]          |
| 2017 | 4       | Бекі Чемберс                        | Замкнута і звичайна орбіта             | A Closed and Common Orbit                  | Hodder & Stoughton                                                                  | [ 82 ]          |
| 2017 | 5       | Ада Палмер                          | Занадто схоже на блискавку             | Too Like the Lightning                     | Tor Books                                                                           | [ 82 ]          |
| 2017 | 6       | Лю Цисінь                           | Вічне життя смерті                     | Death's End                                | :Chongqing Press (2010 р.) Tor Books BookChef (2021р, переклав Євген Ширинос)       | [ 82 ]          |
| 2017 | 6       | Лю Кен (перекладач англ.)*          | Вічне життя смерті                     | Death's End                                | :Chongqing Press (2010 р.) Tor Books BookChef (2021р, переклав Євген Ширинос)       | [ 82 ]          |
| 2018 | 1       | Н. К. Джемісін                      | Кам'яні небеса                         | The Stone Sky                              | Orbit Books НК-Богдан (2024 р, переклала Ольга Макарова)                            | [ 83 ]          |
| 2018 | 2       | Джон Скалці                         | Падаюча імперія                        | The Collapsing Empire                      | Tor Books                                                                           | [ 83 ]          |
| 2018 | 3       | Енн Лекі                            | Походження                             | Provenance                                 | Orbit Books                                                                         | [ 83 ]          |
| 2018 | 4       | Мур Лафферті                        | Шість пробуджень                       | Six Wakes                                  | Orbit Books                                                                         | [ 83 ]          |
| 2018 | 5       | Юн Ха Лі                            | Крук Стратаджем                        | Raven Stratagem                            | Solaris Books                                                                       | [ 83 ]          |
| 2018 | 6       | Кім Стенлі Робінсон                 | Нью-Йорк 2140                          | New York 2140                              | Orbit Books                                                                         | [ 83 ]          |
| 2019 | 1       | Мері Робінетт Коваль                | Обчислюючи зірки                       | The Calculating Stars                      | Tor Books                                                                           | [ 84 ]          |
| 2019 | 2       | Наомі Новік                         | Обернення срібла                       | Spinning Silver                            | Del Rey Books/Macmillan                                                             | [ 84 ]          |
| 2019 | 3       | Бекі Чемберс                        | Рекорд космороджених                   | Record of a Spaceborn Few                  | Hodder & Stoughton / Harper Voyager                                                 | [ 84 ]          |
| 2019 | 4       | Ребека Роанхорс                     | Слід блискавки                         | Trail of Lightning                         | Saga Press                                                                          | [ 84 ]          |
| 2019 | 5       | Юн Ха Лі                            | Зброя відплати                         | Revenant Gun                               | Solaris Books                                                                       | [ 84 ]          |
| 2019 | 6       | Кетрінн Валенте                     | Космічна опера                         | Space Opera                                | Saga Press                                                                          | [ 84 ]          |
| 2020 | 1       | Аркаді Мартін                       | Пам'ять імперії                        | A Memory Called Empire                     | Tor Books                                                                           | [ 85 ]          |
| 2020 | 2       | Шовнін Макгвайр                     | Мітельшпіль                            | Middlegame                                 | Tor.com Publishing                                                                  | [ 85 ]          |
| 2020 | 3       | Темсін Мюр                          | Гідеон Дев'ятий                        | Gideon the Ninth                           | Tor.com Publishing                                                                  | [ 85 ]          |
| 2020 | 4       | Кемерон Хьорлі                      | Бригада світла                         | The Light Brigade                          | Saga Press                                                                          | [ 85 ]          |
| 2020 | 5       | Чарлі Джейн Андерс                  | Місто посеред ночі                     | The City in the Middle of the Night        | Tor Books                                                                           | [ 85 ]          |
| 2020 | 6       | Елікс І. Герроу                     | Десять тисяч дверей Дженьєрі           | The Ten Thousand Doors of January          | Saga Press Vivat (2023р, переклала Юлія Шекет)                                      | [ 85 ]          |

### 2021—24 роки
| Рік  | Позиція | Автор(и)              | Назва роману                 | Назва твору мовою оригіналу       | Видавництво                                               | Прим.  |
| ---- | ------- | --------------------- | ---------------------------- | --------------------------------- | --------------------------------------------------------- | ------ |
| 2021 | 1       | Марта Веллс           | Мережевий ефект              | Network Effect                    | Tor.com Publishing                                        | [ 86 ] |
| 2021 | 2       | Ребека Роанхорс       | Чорне сонце                  | Black Sun                         | Saga Press                                                | [ 86 ] |
| 2021 | 3       | Н. К. Джемісін        | Місто, яким ми стали         | The City We Became                | Orbit Books НК-Богдан (2023 р, переклав Петро Таращук)    | [ 86 ] |
| 2021 | 4       | Темсін Мюр            | Герров дев'ятий              | Harrow the Ninth                  | Tor.com Publishing                                        | [ 86 ] |
| 2021 | 5       | Сюзанна Кларк         | Піранезі                     | Piranesi                          | Bloomsbury Publishing РМ (2023 р, переклала Марія Пухлій) | [ 86 ] |
| 2021 | 6       | Мері Робінетт Коваль  | Безжалісний місяць           | The Relentless Moon               | Tor Books                                                 | [ 86 ] |
| 2022 | 1       | Аркаді Мартін         | Пустка під назвою мир        | A Desolation Called Peace         | Tor Books                                                 | [ 87 ] |
| 2022 | 2       | Бекі Чемберс          | Галактика і земля у ній      | The Galaxy, and the Ground Within | Harper Voyager/Hodder & Stoughton                         | [ 87 ] |
| 2022 | 3       | Ріка Аокі             | Світло з незвичних зірок     | Light From Uncommon Stars         | Tor Books/St Martin's Press                               | [ 87 ] |
| 2022 | 4       | Фендерсон Делі Кларк  | Повелитель Джина             | A Master of Djinn                 | Tor.com Publishing/Orbit UK                               | [ 87 ] |
| 2022 | 5       | Енді Вейр             | Проєкт «Радуйся, Маріє»      | Project Hail Mary                 | Ballantine Books/Del Rey Books                            | [ 87 ] |
| 2022 | 6       | Шеллі Паркер-Чан      | Та, що стала сонцем          | She Who Became the Sun            | Tor Books/Mantle Books                                    | [ 87 ] |
| 2023 | 1       | Урсула Вернон         | Кропива та кістка            | Nettle & Bone                     | Tor Books                                                 | [ 88 ] |
| 2023 | 2       | Джон Скалці           | Товариство збереження кайдзю | The Kaiju Preservation Society    | Tor Books                                                 | [ 88 ] |
| 2023 | 3       | Тревіс Болдрі         | Легенди та лате              | Legends & Latte                   | Tor Books                                                 | [ 88 ] |
| 2023 | 4       | Темсін Мюр            | Нона Дев'ята                 | Harrow the Ninth                  | Tordotcom                                                 | [ 88 ] |
| 2023 | 5       | Сільвія Морено-Гарсія | Дочка доктора Моро           | The Daughter of Doctor Moreau     | Del Rey Books                                             | [ 88 ] |
| 2023 | 6       | Мері Робінетт Коваль  | Резервний чоловік            | The Spare Man                     | Tor Books                                                 | [ 88 ] |
| 2024 | 1       | Емілі Теш             | Відчайдушна слава            | Some Desperate Glory              | Tor Books/Orbit Books                                     | [ 89 ] |
| 2024 | 2       | Шеннон Чакраборті     | Пригоди Аміни аль–Сірафі     | The Adventures of Amina al-Sifari | Harper Voyager                                            | [ 89 ] |
| 2024 | 3       | Ваджра Чандрасекера   | Святий світлих дверей        | The Saint of Bright Doors         | Tordotcom                                                 | [ 89 ] |
| 2024 | 4       | Джон Скалці           | Лиходій–початківець          | Starter Villain                   | Tor Books                                                 | [ 89 ] |
| 2024 | 5       | Енн Лекі              | Стан перекладу               | Translation State                 | Orbit Books                                               | [ 89 ] |
| 2024 | 6       | Марта Веллс           | Король відьм                 | Witch King                        | Tordotcom Жорж (2024р)                                    | [ 89 ] |